# Fritz Hartmann (Gestapo)
Fritz Hartmann (* 7. Juni 1906 in Rabenstein; † 19. Oktober 1974 in Düsseldorf) war ein deutscher Jurist, Nationalsozialist und Kriegsverbrecher. Zwischen 1941 und 1943 war er Leiter der Gestapo in Trier sowie des Einsatzkommandos der Sicherheitspolizei und des Sicherheitsdienstes (SD) in Luxemburg.

## Biographie

### Nationalsozialismus
Zum 1. Mai 1933 trat Fritz Hartmann der NSDAP bei (Mitgliedsnummer 2.367.334) und beendete im darauf folgenden August sein Jurastudium. Im Juli 1935 trat er der SS (SS-Nummer 107.331) bei und wurde Mitarbeiter der Gestapo. Am 1. Februar 1936 wurde er zum stellvertretenden Direktor von Amt II (Gegnererforschung) der SD-Zentrale ernannt und am 15. Oktober 1937 zum Befehlshaber des SD in Berlin.
Im Januar 1940 wurde Hartmann als Leiter der dortigen Gestapo nach Koblenz versetzt und ein Jahr später als Nachfolger von Wilhelm Nölle zum Leiter der Gestapo in Trier und des Einsatzkommandos Luxemburg befördert, wodurch er gleichzeitig Leiter der Kripo und des SD vor Ort wurde. Nölle war seines Amtes enthoben worden, nachdem er die judenfeindliche Politik des Gauleiters Gustav Simon, der auch der Chef der Zivilverwaltung Luxemburgs war, kritisiert hatte. Am 12. September 1941 wurde Hartmann zum Oberregierungsrat befördert und am 30. Januar 1942 zum SS-Obersturmbannführer, „ein Heydrich-Typ, talentiert, verschlagen, skrupellos, gebildet, nach oben devot, nach unten brutal“.

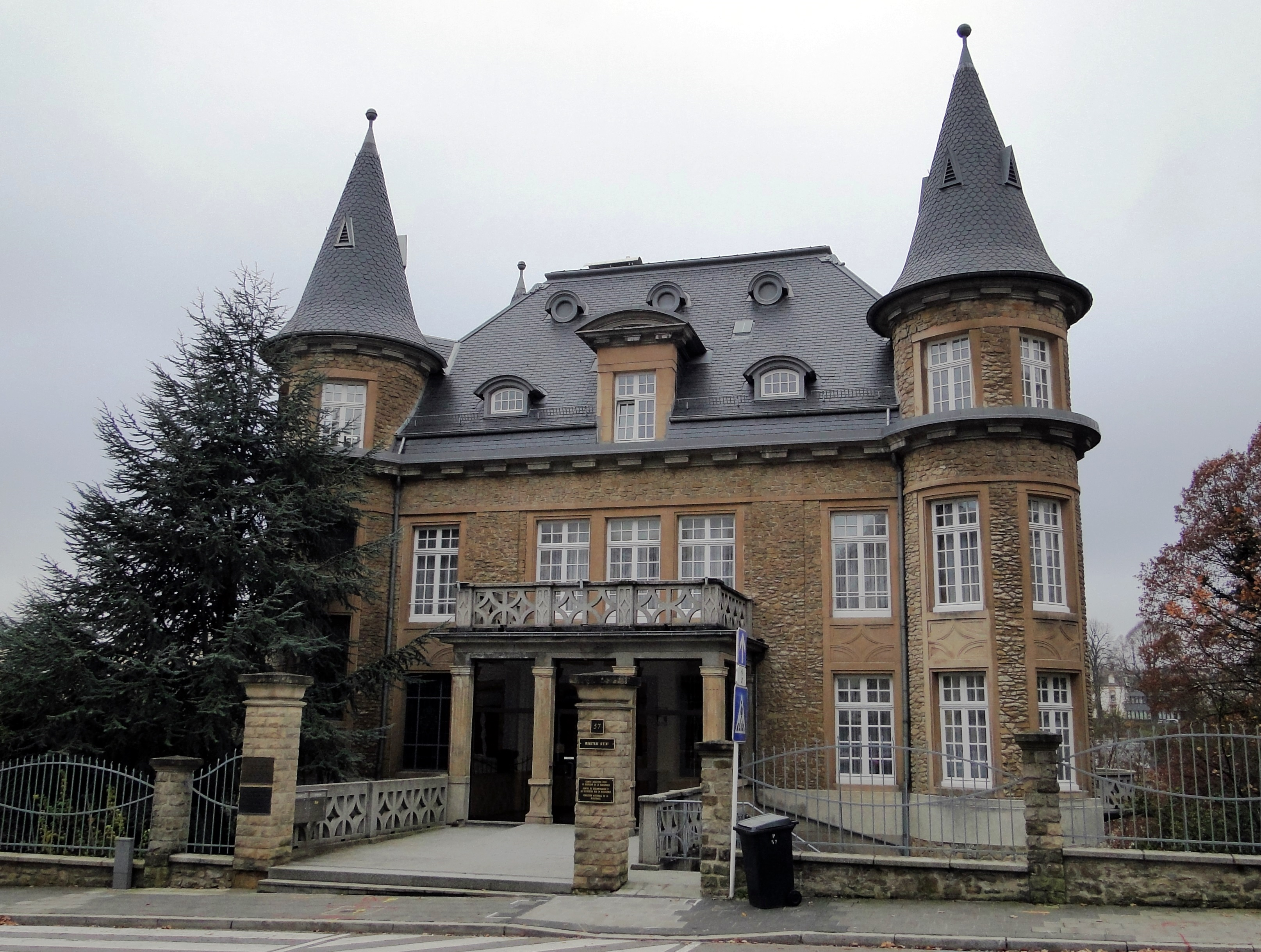
Die Villa Pauly, Sitz der Gestapo in Luxemburg

Ab Mitte 1941, nachdem er einen Stellvertreter in Trier ernannt hatte, konzentrierte sich Hartmann auf seine Aufgaben in Luxemburg. Er organisierte und überwachte die Deportation von Juden in Ghettos und Vernichtungslager. Am 16. Oktober 1941 fuhr der erste Transport mit 331 jüdischen Menschen nach Litzmannstadt; die meisten Deportierten wurden später im Vernichtungslager Kulmhof ermordet. Bis Juni 1943 erfolgten sechs weitere Transporte mit insgesamt 352 Menschen. Von den insgesamt 683 aus Luxemburg deportierten Menschen überlebten 43. Widerständische Luxemburger, die von der Gestapo inhaftiert wurden, kamen ins SS-Sonderlager Hinzert, wo auch Hartmann öfter gesehen wurde. Die Zentrale der Gestapo befand sich in der Villa Pauly in Luxemburg-Stadt, und im Prozess gegen Hartmann nach dem Krieg berichteten Opfer und Zeugen von dortigen Misshandlungen und Folter.

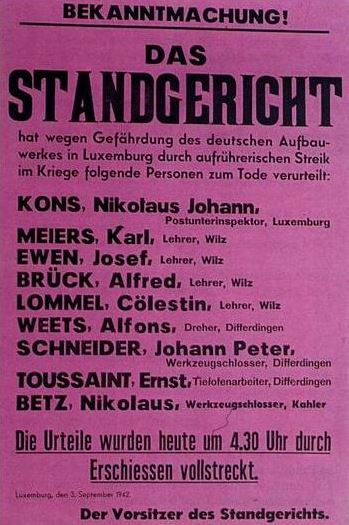
Luxemburgischer Generalstreik von 1942: Bekanntgabe der Todesurteile durch das Standgericht, dem Hartmann vorgesessen hatte

Als Ende August 1942 nach dem Generalstreik in Luxemburg 20 Männer von einem Standgericht zum Tode verurteilt wurden, führte Hartmann den Vorsitz. Die Männer wurden in einem Steinbruch nahe dem Lager Hinzert durch Erschießen hingerichtet.
Nachdem Hartmann jedoch für die Verhaftung von vier Mitarbeitern aus dem Stabe Hermann Görings verantwortlich zeichnete, wurde er im April 1943 seines Amtes enthoben und am 31. Mai desselben Jahres zum Reichssicherheitshauptamt nach Berlin versetzt. Über seinen Abgang aus Luxemburg heißt es in Stichworten: „Saufgelage, Streit mit einem einflußreichen Parteigenossen, Schlägerei, mit dem Auto totgefahrenes Mädchen“. Am 12. August 1943 wurde er auf eigenen Wunsch zur Artillerie nach Prag eingezogen. Anschließend wurde er zur SS-Junkerschule nach Arolsen versetzt, wo er von Mai bis Oktober 1944 blieb und den Offizierskurs für die Waffen-SS absolvierte. Nach seiner Versetzung zur 5. SS-Panzer-Division „Wiking“ wurde er im April 1945 an der Ostfront verwundet.

### Nachkriegszeit und Prozess
Nach Ende des Zweiten Weltkriegs lebte Fritz Hartmann unter seinem Namen, fälschte jedoch Teile seiner Biographie. Am 13. Juni 1946 wurde er verhaftet und am 3. August nach Luxemburg gebracht. Am Morgen des Abreisetages versuchte Hartmann erfolglos, zu fliehen, woraufhin ihn der zuständige US-Offizier ohrfeigte. Nach diesem Vorfall und einer zermürbenden dreitägigen Autofahrt nach Luxemburg reichte Hartmann gegen diesen Offizier und bei der Betreuungsstelle für Kriegsgefangene Beschwerden ein.
Wegen seiner Kriegsverbrechen wurde er am 27. Februar 1951 zum Tode verurteilt, im folgenden Dezember die Todesstrafe jedoch in eine lebenslängliche Freiheitsstrafe mit Zwangsarbeit umgewandelt. Sechs Jahre später, am 15. Juni 1957 wurde seine Strafe ein weiteres Mal, auf 15 Jahre, reduziert und am 19. Dezember 1957 wurde er nach elf Jahren Haft entlassen. Hartmann wurde in die Bundesrepublik Deutschland abgeschoben. Die Stadtverwaltung Trier besorgte mit einem ihrer Autos den Transport zu seiner Familie nach Düsseldorf, wo er danach als Rechtsanwalt tätig war.